# Fantine Harduin
Pour les articles homonymes, voir Harduin.
Fantine Harduin est une actrice belge, née le 23 janvier 2005 à Mouscron.

## Biographie

### Enfance et débuts
Issue d'une famille d'artistes, Fantine est très tôt initiée à la scène et foule les planches dès son plus jeune âge. Aux côtés de son père, Laurent Harduin, elle présente les différents artistes invités dans le cadre des saisons Fous Rires Garantis sur la scène du Centre culturel de Mouscron.
En 2012, pour la fête de l’école, toujours avec son père, Fantine crée un numéro de mentalisme. Celui-ci sera également proposé à la première édition de l’émission de RTL TVI Belgium's Got Talent devant le jury composé de Maureen Dor, Carlos Vaquera et Paul Ambach.

### Carrière
À la suite de cette expérience, Fantine Harduin tente une première audition cinéma au printemps 2013.
Elle décroche ainsi son premier rôle dans le court métrage Taram Tarambola, et donnera entre autres la réplique à Sam Lowyck. Puis elle interprétera Mouche, une petite fille de sept ans dans un court-métrage de Catherine Cosme Les amoureuses avec Marc Zinga.

#### Longs métrages
Fin 2014, elle tourne son premier long métrage, aux côtés de Kev Adams et Michel Blanc : Les Nouvelles Aventures d'Aladin pour une courte apparition. À l'été 2015 elle participe à un autre long tournage interprétant Erika, l'une des sœurs de Fanny, héroïne du Voyage de Fanny de Lola Doillon aux côtés de Cécile de France et Stéphane De Groodt.
Dans Happy End de Michael Haneke, elle tourne avec Isabelle Huppert, Jean-Louis Trintignant et Mathieu Kassovitz. Le film a été présenté en compétition officielle du 70e Festival de Cannes.
Elle enchaîne avec le tournage des Osselets d'Elodie Bouédec. Suit en 2017, Dans la brume de Daniel Roby aux côtés de Romain Duris et d'Olga Kurylenko. Elle interprète Celia, la fille d'Emmanuelle Devos dans Amin de Philippe Faucon.
En 2020, Fantine joue Gloria dans le film de Fabrice Du Welz Adoration pour lequel elle reçoit le prix d'interprétation au Festival international du film francophone de Namur. Elle partage l'affiche avec Thomas Gioria et Benoît Poelvoorde.
En 2021, Fantine termine le tournage de Colocs de Choc (aka Rétro Therapy) d'Elodie Lélu. Elle y tient le rôle principal et donne la réplique à Olivier Gourmet et Hélène Vincent (sortie en mai 2024).

#### Télévision
Après une apparition dans les deux derniers épisodes de la saison 5 d'Engrenages, Fantine se retrouve au cœur de l'intrigue de la deuxième saison de la série belge Ennemi public en 2018 (Rtbf -TF1).
En 2021, elle interprète le rôle d'Eléonore dans la mini-série de France 2 L'Absente. Thibault de Montalembert et Clotilde Courau lui donnent la réplique.
En 2022, c'est sous la direction de Christophe Campos qu'elle endosse le personnage-titre de la série Prométhée (TF1). Camille Lou et Odile Vuillemin sont également au générique.

## Filmographie

### Cinéma

#### Longs métrages
- 2015 : Les Nouvelles Aventures d'Aladin d'Arthur Benzaquen :  Lilly
- 2016 : Le Voyage de Fanny de Lola Doillon : Erika
- 2017 : Happy End de Michael Haneke : Eve (compétition officielle Festival de Cannes)
- 2018 : Dans la brume de Daniel Roby : Sarah
- 2018 : Amin de Philippe Faucon : Célia (sélectionné à la Quinzaine des Réalisateurs)
- 2019 : Adoration de Fabrice du Welz : Gloria
- 2024 : Colocs de choc (aka Rétro Therapy) d'Élodie Lélu : Manon

#### Courts métrages
- 2013 : Taram Tarambola de Maria Castillejo Carmen : Anna
- 2014 : Les Amoureuses de Catherine Cosme : Mouche
- 2017 : Les Osselets d'Elodie Bouedec : Fantine
- 2019 : Deux ou trois choses de Marie Jacobson d'Anne Azoulay
- 2019 : #ANITA de Félicien Bogaerts, Arnaud Huck et Ilyas Sfar : Anita
- 2023 : Fake it till you make it de Laura Petrone et Guillaume Kerbusch : Elza
- 2024 : A la limite de Clotilde Colson : Jeanne

### Télévision

#### Séries télévisées
- 2014 : Engrenages (2 épisodes)
- 2016 - 2019 : Ennemi Public - saisons 1 et 2
- 2021 : L'Absente, mini-série de Karim Ouaret : Éléonore
- 2022 : Prométhée, mini-série de Christophe Campos : Prométhée
- 2024 : Cette Nuit-là, mini-série de Myriam Vinocour : Zoé Forestier
- 2024 : La Chute de Paris, mini-série d'Oded Ruskin et Hans Herbots
- 2025 : Merteuil de Jessica Palud : Cécile de Volanges

## Distinctions

### Récompenses
- Festival international du film francophone de Namur 2019 : Bayard d’Or de la meilleure interprétation pour "Adoration"
- Festival international du film de Catalogne 2019 Sitges 2019 : Mention spéciale du jury pour "Adoration"

### Nominations
- 2018 :  Les meilleurs de l'année 2017 (Paris Match/ RTBF "C'est du belge") : catégorie cinéma
- 2018 : Magritte du cinéma : Meilleur espoir féminin
- 2018 : Talent wallon 2018, prix décerné par le Parlement de la Région wallonne (Belgique)
- 2022 : Magritte du cinéma : Meilleur espoir féminin pour Adoration